# Шансон года
«Шансо́н го́да» — музыкальная премия, вручается за особые достижения в области жанра «шансон». Учредитель — «Радио Шансон». Номинанты премии определяются путём слушательского голосования в эфире и на сайте радиостанции. Еженедельно в хит-парад «Радио Шансон» голосованием отбираются 12 лучших песен. Исполнители, занимавшие первые строчки хит-парада в течение года, становятся лауреатами премии. Все они получают официальный диплом, а с 2004 года ещё и позолоченную статуэтку гитарного грифа. Специальными дипломами премии «Шансон года» награждаются также поэты и композиторы.
Церемония награждения лауреатов «Шансона года» проводится на главной концертной площадке страны — в Государственном Кремлёвском дворце. Благодаря участию в шоу самых популярных артистов, профессиональной режиссуре, использованию современных сценических спецэффектов церемония награждения становится значимым музыкальным событием страны. Каждый год её транслирует в эфире один из центральных каналов.
Приз премии — статуэтка в виде гитарного грифа на малахитовой подставке, изготавливается вручную ювелирами (г. Златоуст). На изготовление одной статуэтки уходит около месяца для каждой церемонии заказывается около тридцати статуэток.

## 2023 год
«Шансон года 2023» состоялся 22 апреля 2023 года в LIVE Арена.
Ведущие церемонии — Александр Маршал и Аглая Шиловская
1. Виктор Третьяков — «Самый лучший год»
2. Сергей Трофимов — «Когда-нибудь»
3. Лариса Долина — «Погода в доме»
4. Стас Михайлов — «Я жду звонка»
5. Стас Михайлов — «Она не любит одиночества»
6. ЖЕКА — «Женский каприз»
7. Настасья Самбурская — «Саша» (специальный номер)
8. Евгений Кемеровский и Александр Юрпалов — «Друг не бывает вдруг»
9. Евгений Кемеровский — «По краю памяти»
10. Анатолий Полотно и Федя Карманов — «Славные денёчки»
11. Алексей Петрухин и Ярослав Сумишевский — «Хуторяночка»
12. Руслан Алехно — «Ждёт меня любимая»
13. Ярослав Сумишевский и Тамара Кутидзе — «Навек»
14. Валерий Курас — «Платочек синенький»
15. Группа Лесоповал — «Пока мы вместе»
16. Денис Майданов — «Всё будет гуд»
17. Александр Иванов — «Пуля»
18. Слава — «Дочка-мама»
19. Артур Руденко и Виктория Алешко — «Виктория-Вестница»
20. Группа Сентябрь — «От сентября до сентября»
21. Группа Сентябрь — «Любовь спасает нас»
22. Ирина Круг — «Огонь забытых мной цитат»
23. Ирина Круг и Михаил Задорин — «Все дороги ведут к тебе»
24. Михаил Шуфутинский — «Черным по белому»
25. Михаил Шуфутинский — «Пойду однажды по Руси»
26. Александр Буйнов — «Я по русски живу»
27. Александр Маршал и Олег Газманов — «Мама-Родина»
28. Олег Газманов — «Единственная»
29. Алексей Петрухин — «Помоги, мне Господи»
30. Михаил Задорин — «Отпускаю»
31. Таисия Повалий — «Чай с молоком» (специальный номер)
32. Александр Розенбаум — «Упереться, не сломаться»
33. Александр Розенбаум — «Держи свой такт»
34. Виктор Дорин — «Сладкая»
35. Афина — «Дайте мне любимого»
36. Сосо Павлиашвили и StaFFорд63 — «Струна»
37. Shaman — «Я русский»
38. Сергей Ростовъ — «Кто любит меньше, тот умней»
39. Сергей Куренков — «Как же я соскучился»
40. Алёна Ланская — «Мой человек» (специальный номер)
41. Александр Устюгов — «Попутчица»
42. МИА МАНОЛЛИ — «Бессмертная Афина»
43. Ислам Итляшев — «Ресторан»
44. Игорь Саруханов — «Неженатый»
45. Владимир Ждамиров — «Всё пройдет»

## 2022 год
«Шансон года 2022» состоится 16 апреля 2022 года в Государственном Кремлёвском дворце.
Ведущие церемонии — Александр Маршал, Аглая Шиловская и Ксения Стриж
1. Сергей Войтенко, Денис Майданов, Виктор Рыбин, Сергей Куприк, Сосо Павлиашвили, Сергей Куренков, Валерий Курас, Ярослав Сумишевский — Дружба одна на всех
2. Александр Розенбаум — Да ладно
3. Александр Розенбаум — Вечерняя застольная
4. Слава — Голодная любовь
5. Сосо Павлиашвили — Радовать
6. Александр Новиков — Золотая рыба
7. Александр Новиков — Бомба
8. Виктор Дорин — Поклон
9. Алёна Ланская — Наше счастье одно на двоих
10. Валерий Курас — Бирюзовые глаза
11. Денис Майданов — Молодость моя
12. Сергей Трофимов — Подпишись на весну
13. Сергей Трофимов — Народ
14. Стас Михайлов — Твоё сердце
15. Стас Михайлов и Таисия Повалий — Что с тобой? Как же я?
16. Группа Лесоповал — Дорога домой
17. Сергей Ростовъ — Три слова на салфетке
18. Тамара Кутидзе — Докурю и брошу
19. ЖЕКА — Драгоценные люди
20. Афина — Дикое танго
21. Михаил Задорин — Два сердца
22. Любовь Успенская — Фартовая
23. Николай Басков и Любовь Успенская — Большая любовь
24. Анатолий Полотно и Федя Карманов — Цветная Азия
25. Михаил Шуфутинский — Раскрой окно
26. Михаил Шуфутинский — За милых дам
27. Алексей Петрухин — А мы сядем за стол
28. Михаил Бурляш — Гетера
29. Марина Бриз — Чернила
30. Ярослав Сумишевский — Ты не суди меня
31. Рада Рай — Верю в гороскоп
32. Григорий Лепс — Она меня балует
33. Александр Устюгов — Чёрное золото
34. Ольга Алмазова и Михаил Барский — На незнакомой ветке
35. Евгений Кемеровский — Осень в Москве
36. Александр Маршал — Фотография отца
37. Руслан Алехно — Виноват, прости
38. Зара — Безумная
39. Ян Марти — Водка. Лёд. Мартини
40. Игорь Саруханов — Что же сделала со мною ты?
41. Максим Олейников — Нас толкает за рамки любовь
42. Группа Сентябрь — А счастье где же ты
43. Группа Сентябрь — Ты моё счастье жить

## 2020/2021
«Шансон года 2020/2021» состоялся 5 июня 2021 года в Crocus City Hall.
Ведущие церемонии — Александр Маршал и Светлана Зейналова
1. ВИА «Волга-Волга» — Поручни любви
2. Таисия Повалий — Особенные слова
3. Евгений Григорьев — ПМЖ
4. Александр Новиков — Плутаю по китаю
5. Александр Новиков — Расстанься с ней
6. Марина Бриз — Ты мое второе дыхание
7. Сосо Павлиашвили и Александр Марцинкевич — Пролетели быстро годы
8. Лесоповал — Дворы
9. Владислав Медяник — Тяжело седому пацану
10. Слава — Слёз умытая печаль
11. Денис Майданов — Я остаюсь
12. Анатолий Полотно и Федя Карманов — Остались песни
13. Алёна Петровская — Красный мой платок
14. Алёна Петровская и Евгений Росс — Донская бравада
15. Любовь Успенская — По полюшку
16. Любовь Успенская и Людмила Соколова — Берега
17. Валерий Курас — Гром небесный
18. Ирина Круг и Александр Круг — Вот и всё
19. Михаил Шуфутинский — Улица портовая
20. Игорь Слуцкий — Устали кони
21. Евгений Кемеровский — Непрощённая
22. Олег Газманов — Скорая помощь
23. Игорь Крутой — Ветка каштана
24. Нина Шацкая — Вышло время безумных страстей
25. «Сентябрь» — Женщина любимая моя
26. «Сентябрь» — Когда стучится счастье
27. Виталий Аксёнов — Прорвёмся
28. Сергей Трофимов и Елизавета Трофимова — Город в пробках
29. Хор Турецкого — Ленинградский горьковатый хлеб
30. Тимур Темиров — Моя женщина
31. Александр Маршал — А дома зацвела сирень
32. Александр Маршал — Друзьям
33. «Рождество» — Ты знаешь, так хочется жить
34. Ярослав Сумишевский и Алексей Петрухин — Пластиночка
35. Михаил Бублик — Дует ветер
36. Стас Михайлов — Я буду очень тебя беречь
37. Стас Михайлов — Всё для тебя
38. Александр Розенбаум — Почти
39. Александр Розенбаум и Рада Рай — Ветер-конокрад
40. Рада Рай — Верю в гороскоп
41. Виктор Дорин — Я вижу сердцем
42. Григорий Лепс — Не троньте душу грязными руками

## 2019 год
«Шансон года 2019» состоялся 20 апреля 2019 года в Государственном Кремлёвском дворце.
Ведущие церемонии — Александр Маршал и Светлана Зейналова
Участники церемонии: Григорий Лепс, Лолита, Михаил Бублик, Наталия Власова, Александр Буйнов, «Сентябрь», Виктор Дорин, Михаил Шуфутинский, Маша Вебер, Елена Север, Егор Крид, Ирина Круг, Юлия Михальчик, Рада Рай, Анастасия Спиридонова, «Земляне», Игорь Крутой, Денис Майданов, Ольга Сергеева, Александр Новиков, «Республика», Ясения, Сергей Трофимов, Аркадий Хоралов, Таисия Повалий, Тамара Гвердцители, Александр Розенбаум, Стас Михайлов, «Лесоповал», Александр Кальянов, Евгений Григорьев, Гарик Кричевский, Игорь Слуцкий, Emin, Сергей Куприк, Настасья Самбурская, Виктор Королёв, Евгений Кемеровский, Александр Маршал, Вика Цыганова, Сергей Любавин, Владислав Медяник, Александр Ломинский.

## 2018 год
«Шансон года 2018» состоялся 21 апреля 2018 года в Государственном Кремлёвском дворце.
Ведущие церемонии — Александр Маршал и Ирина Апексимова
Дата выхода в эфир: 6 июля 2018 года (Первый канал)
1. Михаил Шуфутинский и Анастасия Спиридонова — Питер Москва, Она была совсем Девчонкой
2. Григорий Лепс — Аминь, Я скучаю по нам по Прежним
3. Аркадий Хоралов — Грусть
4. Татьяна Буланова — В доме, где живет моя Печаль
5. Артур БЕСТ и Александр Шоуа — Украду Её
6. Евгений Григорьев — Только Так
7. Слава — Фраер
8. Александр Буйнов — Ранняя Зима
9. Вероника Андреева и Гарик Кричевский — Правила Против Нас
10. Евгений Кемеровский — Ветер
11. Ирина Круг — Я Жду
12. Михаил Бублик — С неба Белый Снег
13. Рада Рай — Не суди, меня Любимый
14. Александр Новиков — Шансонье, Девочка-Огонь
15. На-На — Зинаида
16. Наташа Королёва — Осень, под ногами, на Подошве
17. Лесоповал — Ходите по Девкам
18. Виктор Третьяков — Звонок от Бога
19. Таисия Повалий — Сердце, дом для Любви
20. Сергей Любавин — Счастье, в долгу у Несчастья
21. Земляне — Одиночество
22. Виктор Королёв — Хочу, тебя я как Весны
23. Emin и Александр Маршал — Отключи
24. Денис Харламов — От меня до Тебя
25. Елена Воробей — Снова Снег
26. Сергей Трофимов — Народ
27. Александр Розенбаум — Вечерняя Застольная, Мы Уезжаем
28. Стас Михайлов — Нас, обрекла любовь на Счастье, Перепутаю Даты

## 2017 год
«Шансон года 2017» состоялся 8 апреля 2017 года в Государственном Кремлёвском дворце.
Ведущие церемонии — Роман Будников и Светлана Зейналова
Дата выхода в эфир: 14 мая и 26 августа 2017 года (Первый канал)
1. Владимир Пресняков Старший и Оркестр «Медь» — Гоп-стоп
2. Вилли Токарев — А жизнь, она всегда прекрасна
3. Леонид Агутин — Отец рядом с тобой
4. Алексей Глызин и Валерия — Он и она
5. Гарик Кричевский — Есть только ты
6. Лолита — На Титанике
7. Жека — Цвет шафрана
8. Любовь Успенская — Ещё Люблю, Небо (с Леонидом Агутиным)
9. Лесоповал — Пельменная на Пятницкой
10. Олег Газманов — Жить так жить, Единственная
11. Рада Рай — Горькое лекарство
12. Александр Иванов — Забытая
13. Аркадий Хоралов — Бархатный сезон
14. Стас Михайлов — Понимаю, ты устала, Там за горизонтом
15. Александр Новиков — Девушка с Плаката, Вези меня извозчик
16. Таисия Повалий — Чай с Молоком, Сердце-дом для Любви
17. Александр Розенбаум — Вальс на лебяжьей канавке, Очередь за хлебом
18. Анита Цой — Сумасшедшее Счастье
19. Ля-Миноръ — У Чёрного моря
20. Интрас Бусулис — Я тебя рисую
21. Александр Буйнов — Сто недель
22. Виктор Королёв — Дай мне слово
23. Аркадий Укупник — Семечки
24. Михаил Бублик — Пахнет домом
25. Ирина Круг — Промежутки любви
26. Александр Маршал — Начать с нуля
27. Сергей Любавин — Влади
28. Сергей Трофимов — Кораблик
29. Тамара Гвердцители — Я за тобою вознесусь (По небу босиком)
30. Uma2rmaH — Бестия
31. Хор Турецкого — Знаешь ты
32. Михаил Шуфутинский — Тополя, Провинциальный джаз бэнд

## 2016 год
«Шансон года 2016» состоялся 16 апреля 2016 года в Государственном Кремлёвском дворце.
Ведущие церемонии — Максим Аверин и Анна Ардова
Дата выхода в эфир: 27 мая и 3 июня 2016 года (Первый канал)
1. Михаил Шуфутинский — Французский Шансон
2. Любэ — Якоря
3. Любэ — А зори здесь тихие тихие
4. Ирина Круг — Шанель
5. Вилли Токарев — Журавли
6. Гарик Кричевский — Привокзальная
7. Таня Буланова — Не бойтесь любви
8. Аркадий Хоралов — Мне бесконечно жаль
9. Анатолий Полотно и Федя Карманов — Здравствуй, Крым
10. Александр Новиков — Когда мне было 20 лет
11. Александр Новиков — Помнишь, девочка
12. Рада Рай — Территория любви
13. Григорий Лепс — Я поднимаю руки
14. Михаил Бублик — Спаси меня
15. Елена Ваенга — Леди Ди
16. Михаил Бублик и Елена Ваенга — Что мы наделали
17. Михаил Шуфутинский — Я просто медленно люблю
18. Сергей Трофимов — Сон
19. Александр Маршал — Безумные ночи
20. Олег Газманов — Мои ясные дни
21. Денис Майданов, Александр Маршал, Олег Газманов, Сергей Трофимов — Бывший подъесаул
22. Вячеслав Добрынин — Попурри
23. Голубые береты — Синева
24. Олег Газманов и Тамара Гвердцители — Вороной
25. Александр Буйнов — Руки теплые на бархате цветном
26. Александр Буйнов — Гроза
27. Лесоповал — Любуюсь тобой
28. Евгений Кемеровский — Я к тебе никогда не вернусь
29. Таисия Повалий — Твоих рук родные объятия
30. Евгений Кемеровский и Таисия Повалий — Я по тебе скучаю
31. Александр Розенбаум — Королева
32. Александр Розенбаум — Однажды в Лиговке
33. Хор Турецкого — Улыбка Бога радуга
34. Кристина Орбакайте — Свадебная
35. Наташа Королева — Я устала
36. Денис Майданов и Лолита — Территория сердца
37. Лолита — Брюки
38. Стас Михайлов — Мальчик-задира
39. Стас Михайлов — Если завтра будет солнце

По итогам голосования в хит-параде «Шансон года» лауреатами престижной награды стали: Александр Розенбаум, Михаил Шуфутинский, Стас Михайлов, группа «Лесоповал», Сергей Трофимов, Гарик Кричевский, Евгений Кемеровский.

## 2015 год
«Шансон года 2015» состоялся 18 апреля 2015 года в Государственном Кремлёвском дворце.
Ведущие церемонии — Михаил Шуфутинский, Катя Шевцова, Сергей Трофимов, диджей «Радио Шансон» Аня Каверина, Александр Маршал, журналист «Радио Шансон» Александра Хайруллина
По итогам голосования в хит-параде «Шансон года» лауреатами престижной награды стали: Юрий Антонов, Стас Михайлов, Александр Розенбаум, Елена Ваенга, Михаил Шуфутинский, Любовь Успенская, Сергей Трофимов, группа «Лесоповал», Александр Новиков, Катерина Голицына, Денис Майданов, Ирина Круг, Жека, Михаил Бублик, Рада Рай, Вячеслав Добрынин, Лолита, Валерий Курас, Любовь Шепилова, Вилли Токарев, Вика Цыганова, Гарик Кричевский, Павел Чернявский, Анатолий Полотно и Федя Карманов, Александр Кальянов, Сергей Любавин и Татьяна Буланова, Аркадий Хоралов, Александр Маршал, Евгений Кемеровский, Сергей Куренков, Владислав Медяник, Ефрем Амирамов, Андрей Весенин.
1. Вика Цыганова — Приходите в мой дом
2. Вилли Токарёв — Небоскрёбы
3. Любовь Успенская — Ветер
4. Любовь Успенская и Слава — Таблетка
5. Юрий Антонов — Я вспоминаю
6. Александр Розенбаум — Утиная охота
7. Михаил Шуфутинский — Соло
8. Александр Розенбаум и Михаил Шуфутинский - Еврейский портной
9. Елена Ваенга — Королева
10. Елена Ваенга и Интарс Бусулис — Нева
11. Денис Майданов и Баян MIX - Мы с тобой одной крови
12. Лолита - Шпилька-каблучок
13. Сергей Трофимов - Помолись
14. Сергей Трофимов - Боже, какой пустяк
15. Александр Кальянов - Старое кафе
16. Татьяна Буланова и Сергей Любавин - Цветок
17. Стас Михайлов - Страдая, падая, взлетая
18. Стас Михайлов - Любовь запретная
19. Ирина Круг - Я прочитаю в глазах твоих
20. Михаил Бублик - Сам тебя выдумал
21. Жека - Когда не нужно лишних слов
22. Катерина Голицына - Какая дама пропадает
23. Катерина Голицина - Май
24. Александр Новиков - Расстанься с ней
25. Александр Новиков - Шансоньетка
26. Рада Рай  - Калина
27. Александр Маршал - Чтобы рядом
28. Лесоповал - Дороги
29. Лесоповал - Я куплю тебе дом
30. Гарик Кричевский - Мой номер 245
31. Евгений Кемеровский - Неизвестный паром
32. Анатолий Полотно и Федя Карманов - Поцелуй меня, удача
33. Сергей Куренков - Женщина-воздух
34. Ефрем Амирамов - Я счастлив
35. Любовь Шепилова - Убежало лето
36. Владислав Медяник - Арестованный дым
37. Валерий Курас - По капельке
38. Татьяна Чубарова - Если б я могла
39. Андрей Весенин - Весну у двоих не отнять
40. Вячеслав Добрынин - Льётся Музыка

## 2014 год
Церемония вручения премии «Шансон года» прошла 5 апреля 2014 года в Государственном Кремлёвском дворце.
Ведущие церемонии — диджеи «Радио Шансон» Роман Шахов, Александра Хайруллина, Аня Каверина, Андрей Петров, Екатерина Шевцова и Артём Демин
Премию «Шансон года-2014» по результатам зрительского голосования получили:

Сергей Куренков, группа «Лесоповал», Сергей Трофимов, Ирина Круг, Евгений Григорьев, Любовь Успенская, Ирина Дубцова, Аркадий Хоралов, Елена Ваенга, Михаил Бублик, Александр Новиков, Катерина Голицына, Александр Розенбаум, Михаил Шуфутинский, Вилли Токарев, Андрей Весенин, Сергей Куприк, Стас Михайлов, Валерий Курас, Денис Майданов, Гарик Кричевский, Таисия Повалий, Севара. Специальный гость — Франческо Барбато (Италия).

## 2013 год
Церемония вручения премии «Шансон Года» прошла 6 апреля 2013 года в Кремле.
Ведущие церемонии — журналисты «Радио Шансон» Александра Хайруллина, Анна Каверина, Роман Шахов и Артём Демин
Участники церемонии: Стас Михайлов, Афина, Елена Ваенга, группа «Рождество», Михаил Шуфутинский, Ольга Кормухина, Александр Новиков, Андрей Бандера, Любовь Успенская, Михаил Бублик, Александр Розенбаум, Денис Майданов, Владислав Медяник, Валерий Курас, Виктор Третьяков, Сергей Любавин, группа «Лесоповал», Любовь Шепилова, Анатолий Полотно и Федя Карманов, Ян Марти, Сергей Куренков, Катерина Голицына, Жека, Гарик Кричевский, Сергей Трофимов.
1. Любовь Успенская — Небо
2. Любовь Успенская - Люба-Любонька
3. Андрей Бандера - Благослови меня, матушка
4. Елена Ваенга - Больно
5. Елена Ваенга и Александр Малинин - Две души
6. Сергей Трофимов - Интернет
7. Сергей Трофимов - Наблюдение во время прогулки
8. Александр Розенбаум - Воля
9. Александр Розенбаум - Золотая клетка
10. Михаил Бублик - 40000 вёрст
11. Сергей Любавин - Обручённые
12. Афина - Я пропадаю
13. гр. Рождество - Так хочется жить
14. Михаил Шуфутинский - Кручина
15. Михаил Шуфутинский - Пацаны, пацаны, выше якоря
16. Виктор Третьяков - Кошка на окошке
17. Ольга Кормухина - В красном
18. Стас Михайлов - Где-то там
19. Стас Михайлов - Ты одна
20. Жека - Просто
21. Сергей Куренков - Я тебя рисую
22. Лесоповал - Неволюшка
23. Лесоповал - Новоселье
24. Денис Майданов - Пролетая над нами
25. Любовь Шепилова - Уходило лето красное
26. Владислав Медяник - Кукла
27. Гарик Кричевский - Таня-Джан
28. Меричель Родес Ногера - дорогой Длинною
29. Ян Марти - А возраста у женщин нет
30. Александр Новиков - Вдоль по памяти
31. Александр Новиков - Любимая моя
32. Анатолий Полотно и Федя Карманов - Не жалей
33. Катерина Голицына и Валерий Курас - ты одна и я один
34. Катерина Голицына - Не дай мне уйти одной

## 2012 год
Церемония вручения премии «Шансон Года» прошла 20 апреля 2012 года в Кремле.
Дата выхода в эфир: 6 мая 2012 (НТВ)
Ведущие церемонии — журналисты «Радио Шансон» Александра Хайруллина, Анна Каверина, Роман Шахов и Артур Вафин
Участники церемонии: Александр Новиков, Михаил Шуфутинский, Жека, Любовь Шепилова, Михаил Бублик, Ирина Круг, группа «Лесоповал», Александр Маршал, Катерина Голицына, Любовь Успенская, Сергей Любавин, Елена Хмель, Денис Майданов, Дмитрий Хмелёв, Рада Рай, Александр Ломинский, Стелла Джанни, Сергей Трофимов, Александр Розенбаум, Владислав Медяник, Евгений Кемеровский, Александр Буйнов, Александр Марцинкевич, Валерий Курас, Стас Михайлов.
1. Любовь Успенская - Сирень
2. Любовь Успенская - Два человека
3. Лесоповал - Мне улыбнись
4. Лесоповал - Товарищ мент
5. Михаил Шуфутинский - Выйду я на палубу
6. Михаил Шуфутинский - Дядя Паша
7. Александр Буйнов - Две жизни
8. Сергей Трофимов - Как мне сейчас хорошо
9. Сергей Трофимов - Я привык улыбаться людям
10. Ирина Круг - Тебе, моя последняя любовь
11. Александр Розенбаум - Это было хорошее время
12. Александр Розенбаум - Одноклассники
13. Катерина Голицына - Май
14. Михаил Бублик - Вместе мы обязательно будем
15. Стелла Джанни - Небо
16. Александр Ломинский - Украденное счастье
17. Жека - Между небом и землёй
18. Валерий Курас - Давайте выпьем за здоровый образ жизни
19. Рада Рай - А любовь не меняю
20. Александр Новиков - Плейбой
21. Александр Новиков - Расстанься с ней
22. Александр Марцинкевич - Забытый дом
23. Елена Хмель - Счастье ты моё
24. Сергей Любавин - Нежность
25. Денис Майданов - Пуля
26. Евгений Кемеровский - Охота на волков
27. Любовь Шепилова - Не будет, как прежде
28. Александр Маршал - Поплакала
29. Дмитрий Хмелёв - Дотла
30. Владислав Медяник - Планета счастья
31. Стас Михайлов - Я ждал
32. Стас Михайлов - Женщина-вамп

## 2011 год
Очередная ежегодная церемония Шансон Года 2011 прошла в Государственном Кремлёвском дворце 26 марта 2011 года.
5000 гостей ГКД, 17 355 интернет-зрителей на одном только сайте «Радио шансон» было зафиксировано в день проведения церемонии в Кремле (отчёт Google Analytics). Как сообщили на радиостанции, среди интернет-посетителей были жители не только России, но и США, Израиля, Германии, Канады, Англии, Испании, Франции, Чехии, Австрии, Аргентины, Китая, Болгарии, Польши, Бразилии, Эквадора, Австралии и других стран мира.
Учитывая значимость события, «Радио Шансон» проводило сразу несколько трансляций: в радиоэфире и в интернете. Посмотреть церемонию можно было как на сайте «Радио Шансон», так и на сайте телеканала «Шансон ТВ».
Уникальный проект, который 10 лет назад придумало «Радио Шансон», перерос сегодня в важнейшее культурное и массовое событие России. Золотая статуэтка «Шансон Года», выполненная в этом году в особо дорогом исполнении (с золотой гальваникой, алмазными вставками и настоящим малахитом в качестве постамента композиции, — работа лучших мастеров Златоуста) котировалась среди артистов очень и очень высоко.
Сцена была выполнена в виде современного электронного пульта управления, которым, вызывая на сцену артистов, пользовались ведущие церемонии Людмила Артемьева и Андрей Васильев
Участники церемонии: Артур, Андрей Бандера, Елена Ваенга, Группа «Голубые береты», Стелла Джанни, Валерий Курас, группа «Лесоповал», Сергей Любавин и Татьяна Буланова, Владислав Медяник, Стас Михайлов, Александр Новиков, Аркадий Хоралов, Александр Розенбаум, Сергей Трофимов, Любовь Успенская, Михаил Шуфутинский, Вика Цыганова, Виктор Королёв, Виктор Третьяков, Ирина Круг

## 2010 год
Юбилейная церемония вручения премии «Шансон Года» прошла 3 и 4 апреля в Кремле при полном аншлаге.
Ведущие церемонии — Людмила Артемьева и Андрей Васильев
Участники церемонии: Вика Цыганова, Владимир Захаров, Аня Воробей, Виктор Третьяков, Ирина Круг, Жека, Демидыч, Валерий Курас, Катерина Голицына, Евгений Кемеровский, Аркадий Хоралов, Александр Кальянов, «Возвращайтесь, друзья», Евгений Росс, Рада Рай, Стас Михайлов, Таисия Повалий, Александр Дюмин, Михаил Шуфутинский, Иосиф Кобзон и группа «Республика», Александр Маршал, Александр Новиков, Максим Покровский, группа «Лесоповал», Ишибаши Миюки (Япония), Александр Розенбаум, Вячеслав Добрынин, Андрей Бандера. «Незнакомка», Любовь Успенская, Владислав Медяник, Сергей Трофимов, Рада Рай, Анатолий Полотно, Федя Карманов, Виктор Третьяков, Юрий Кузнецов-Таёжный, Вилли Токарев, Александр Добронравов, Любовь Шепилова, Артур.

## 2009 год
Церемония вручения премии «Шансон Года» прошла 28 марта 2009 года в Кремле.
Ведущие церемонии — Людмила Артемьева и Дмитрий Дюжев
Участники церемонии: Сергей Трофимов, Вика Цыганова, Вилли Токарев, Иосиф Кобзон и группа «Республика», «Белый орёл», Рада Рай, Владимир Захаров, группа «Лесоповал», Любовь Успенская, Виталий Аксёнов, Катерина Голицына, Евгений Росс, Игорь Слуцкий, Валерий Курас, Леонид Агутин, Анжелика Варум, Kraljevi Ulice и 75 Cents (Хорватия), Михаил Шуфутинский, Ирина Круг, Катя Огонёк, Евгений Кемеровский, Владимир Харламов, Анатолий Полотно, Федя Карманов, Александр Розенбаум, Иракли, Александр Маршал, Андрей Бандера, Стас Михайлов.

## 2008 год
Церемония вручения премии «Шансон Года» прошла 29 марта 2008 года в Кремле.
Ведущие церемонии — Людмила Артемьева и Евгений Стычкин
Участники церемонии: Дмитрий Маликов, Александр Розенбаум, Любовь Успенская, Сергей Трофимов, «Лесоповал», Андрей Бандера, Рада Рай, Таисия Повалий, Стас Михайлов, Боба Грек, Юз Алешковский, Евгений Росс, Михаил Шуфутинский, Игорь Саруханов, Аркадий Хоралов, Евгений Кемеровский, Гарик Кричевский, Катерина Голицына, Владислав Медяник, Виктор Третьяков, Ирина Богушевская, Игорь Слуцкий.

## 2007 год
Церемония вручения премии «Шансон Года» прошла 31 марта 2007 года в Кремле.
Ведущие церемонии — Елена Ханга и Владимир Долинский
Участники церемонии: арт-группа «Хор Турецкого», Александр Розенбаум, Любовь Успенская, Андрей Бандера, Валерий Золотухин, Михаил Шуфутинский, Ольга Стельмах, Стас Михайлов, Евгений Кемеровский, Михаил Гулько, Катерина Голицына, «Лесоповал», Анатолий Полотно и Федя Карманов, ВИА «Самоцветы», Анатолий Днепров, Аркадий Хоралов, Бока, Алексей Дулькевич, Александр Новиков, «Штар», Надежда Бабкина.

## 2006 год
Церемония вручения премии «Шансон Года» прошла 25 марта 2006 года в Кремле.
Ведущие церемонии — Валерий Закутский и Алика Смехова
Участники церемонии: Александр Маршал, Аркадий Хоралов, Александр Новиков, Стас Михайлов, Любовь Шепилова, Олег Митяев, Катерина Голицына, Алика Смехова, Людмила Гурченко, Феликс Ильиных, Лесоповал, Бока, Тамара Гвердцители, Сосо Павлиашвили, Игорь Слуцкий, Вадим Кузема, Пелагея, Сергей Трофимов, Михаил Шуфутинский, Любовь Успенская, Александр Розенбаум.

## 2005 год
Церемония вручения премии «Шансон Года» прошла 18 марта 2005 года в Кремле.
Ведущие церемонии — Елена Воробей и Серж Полянский
Участники церемонии: Валентина Толкунова, Алла Баянова, Валерий Ковтун, Пётр Дранга, Вилли Токарев, Любовь Успенская + Штар, группа «Рядовой Дарин», Ирина Круг, Леонид Телешев, Александр Новиков, Михаил Боярский, группа «Земляне», Катерина Голицына, Сергей Трофимов, «Лесоповал», Жека, Владислав Медяник, Михаил Шуфутинский, Александр Домогаров, Геннадий Жаров, Александр Розенбаум, Юрий Кузнецов-Таёжный, Олег Газманов.

## 2004 год
Церемония вручения премии «Шансон Года» прошла 19 марта 2004 года в Кремле.
Ведущие церемонии — Александр Домогаров, Вика Цыганова, Дмитрий Дюжев и Лика Рулла
Участники церемонии: Журга, Николай Караченцов, Сергей Безруков, Игорь Слуцкий, Александр Домогаров, Вика Цыганова, Александр Маршал, Любовь Успенская, Ефрем Амирамов, «Лесоповал», Михаил Шуфутинский, Ирина Аллегрова, Михаил Шуфутинский, Григорий Лепс, Сергей Трофимов, Александр Розенбаум, трио Николая Эрденко, Юрий Кузнецов-Таёжный, Семён Канада, Гарик Кричевский, Максим Леонидов.

## 2003 год
Церемония вручения премии «Шансон Года» прошла 21 марта 2003 года в Кремле.
Ведущие церемонии — Александр Абдулов и Ксения Алферова
Участники церемонии: Жанна Бичевская, Ирина Богушевская, «Лойко», «Иван Купала», Надежда Кадышева и «Золотое кольцо», Виктор Третьяков, Тимур Шаов, Юрий Гарин, Сергей Трофимов, Александр Новиков, Михаил Шелег, Владимир Асмолов, Александр Маршал, Иосиф Кобзон, «Лесоповал», Юрий Антонов, Олег Газманов, Владимир Черняков, Оксана Орлова, Михаил Шуфутинский, «Бригада», Григорий Лепс, Любовь Успенская, Александр Розенбаум, Братья Жемчужные.

## 2002 год
Церемония вручения премии «Шансон Года» прошла 6 апреля 2002 года в Кремле.
Ведущие церемонии — Игорь Верник и Ксения Стриж
1. Александр Кальянов — Старое кафе
2. Сергей Трофимов — Снегири
3. Вячеслав Добрынин — Всё, что в жизни есть у меня
4. Гарик Кричевский — Львовский дождь
5. Александр Рапопорт — Модильяни
6. Владислав Медяник — Судьба-судьбинушка
7. Александр Новиков — Красивоглазая
8. Балаган Лимитед — Тапочки
9. Александр Марцинкевич и «Кабриолет» — Что такое счастье
10. Вика Цыганова — Приходите в мой дом
11. Михаил Шуфутинский — Наколочка
12. Лариса Долина — Одесское кино
13. Лесоповал — Голубятня
14. Юрий Лоза — Не так
15. Александр Маршал — Кавказский пленник
16. Слава Бобков — Экипаж
17. Надежда Бабкина и ансамбль «Русская песня» — Утро туманное
18. Олег Митяев — Лето — это маленькая жизнь
19. Светлана Астахова — Грешная любовь
20. Анатолий Днепров — Шалом
21. Евгений Кемеровский — Ещё не осень
22. Лолита — Отвали
23. Григорий Лепс — Танго разбитых сердец
24. Вилли Токарев — Жизнь — она всегда прекрасна
25. Гимн «Радио Шансон»